# Yngve Jahl
Yngve Hjalmar J:son Jahl, född 27 juni 1898 i Karlstad, död 20 juli 1970 i Katarina församling i Stockholm, var en svensk målare. 
Jahl studerade konst i Stockholm, Paris, Rom, Berlin och Wien. Hans konst består av landskap med figurstaffage.